# Stefan Pauluhn

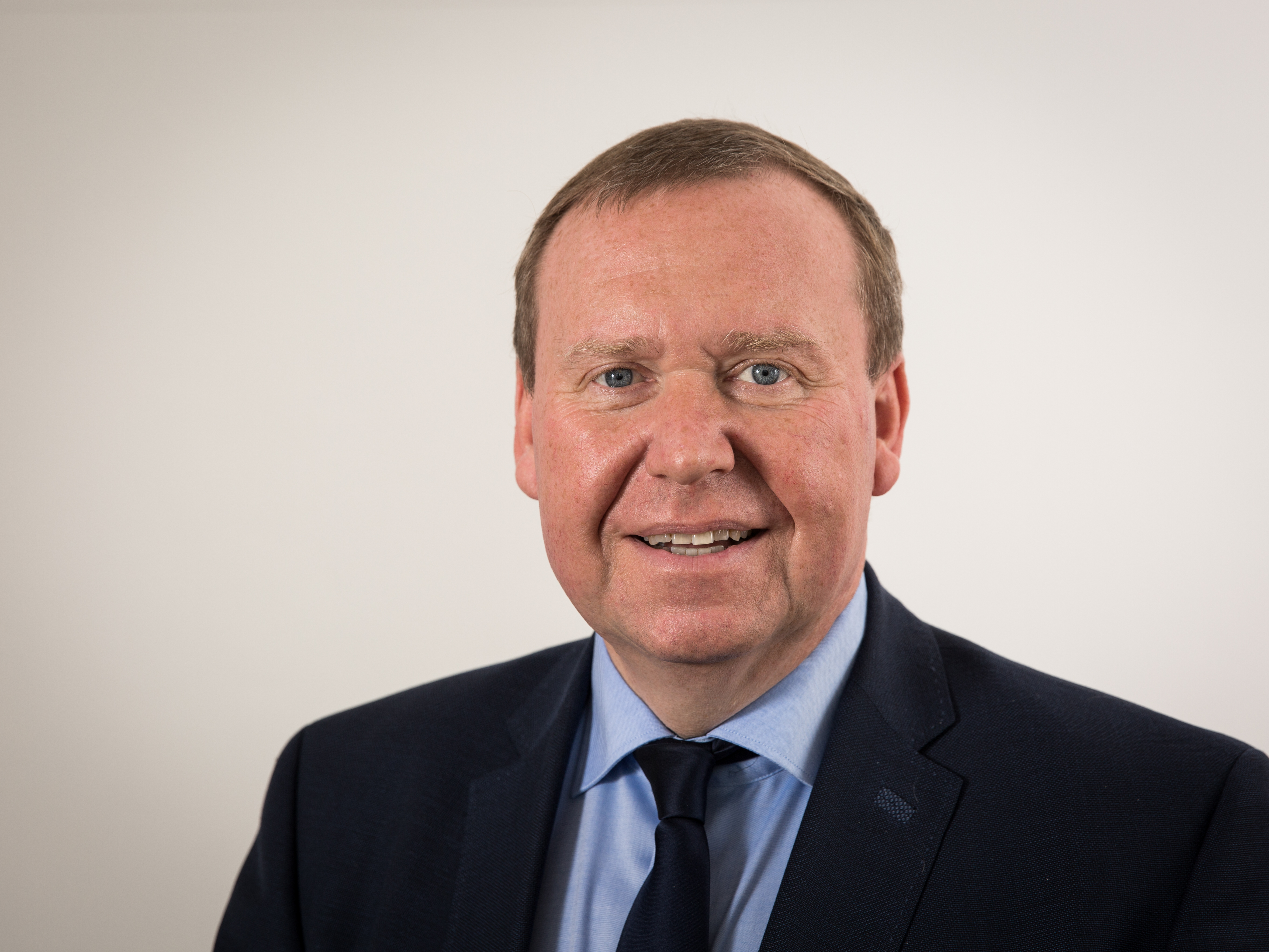
Stefan Pauluhn (2017)

Stefan Pauluhn (* 7. November 1962 in Brebach-Fechingen) ist deutscher Politiker und Mitglied der SPD. Er war von 1999 bis 2021 Mitglied des saarländischen Landtages und von 2012 bis 2019 Fraktionsvorsitzender der SPD-Fraktion im saarländischen Landtag.

## Ausbildung und Beruf
Pauluhn hat 1979 seinen mittleren Bildungsabschluss erreicht und danach eine Ausbildung zum Fernmeldetechniker beim Fernmeldeamt in Saarbrücken absolviert. Danach folgte eine Laufbahnprüfung zur Beamtenlaufbahn im mittleren fernmeldetechnischen Dienst mit Fachrichtung Übertragungstechnik und Funk bei der Deutschen Bundespost, später Deutsche Telekom AG, Niederlassung Saarbrücken und Neustadt an der Weinstraße.

## Partei
Pauluhn ist seit 1983 Mitglied der SPD. Von 1985 bis 1998 war er Vorsitzender des SPD-Ortsverbandes Walsheim (Gersheim) und von 1989 bis 2001 Vorsitzender des SPD-Gemeindeverbandes Gersheim. Von 1990 bis 2000 war er Vorsitzender der SPD-Gemeinderatsfraktion Gersheim. Seit 1994 ist er Ortsvorsteher von Walsheim (Gersheim) und seit 2000 Vorsitzender des SPD-Kreisverbandes Saar-Pfalz. 1999 wurde er erstmals Abgeordneter des saarländischen Landtags und wurde bei den folgenden Landtagswahlen 2004, 2009, 2012 und 2017 wiedergewählt. Von März 2012 bis 18. September 2019 war er Fraktionsvorsitzender der SPD-Fraktion und von 2019 bis 2021 parlamentarischer Geschäftsführer der SPD-Fraktion sowie Fraktionssprecher für Tourismus. Weiterhin war er zuvor Mitglied in den Ausschüssen für Inneres, Datenschutz, Familie, Frauen und Sport, Wirtschaft, Arbeit und Grubensicherheit.
Im Juni 2021 legte er sein Abgeordnetenmandat nieder, um als Nachfolger von Michael Burkert Geschäftsführer von Saartoto zu werden. Für ihn rückte Esra Limbacher in den Landtag nach.

## Sonstiges
Pauluhn ist verheiratet und hat eine Tochter.
Er ist Mitglied des Aufsichtsrats der PSD Bank RheinNeckarSaar.